# Алекс Флоря
Алекс Флоря (народився 15 вересня 1991) — румунський співак. Разом з Ілінкою — представник Румунії на Євробаченні 2017 з піснею «Yodel It!», де за підсумками голосування посів	7 місце.

## Дискографія

### Сингли
| Назва                  | Рік  | Альбом           |
| ---------------------- | ---- | ---------------- |
| «Yodel It!» (з Ілінка) | 2017 | Non-album single |